# Love and Beauty
Love and Beauty is de tiende single van The Moody Blues (The verviel later pas).
Love and Beauty is de eerste single waarbij Mike Pinder de A-kant voor zich zelf heeft.Tot nu schreef Pinder gewone liefdesliedjes. Met Love and Beauty zette hij de eerste schreden naar een wat serieuzere benadering. Hij ziet sombere mensen om zich heen, die voortsjokken in de regen. Pinder heeft echter oog voor Liefde en Schoonheid en raadde anderen aan dat ook te zien; de wereld zou een betere plek worden.
B-kant werd echter Leave This Man Alone van Justin Hayward opgenomen op 29 juni 1967.
Net als vele voorgangers werden de nummers niet direct uitgebracht op een elpee. Ze verschenen in eerste instantie wel op de elpee On Boulevard de la Madeleine, maar die werd alleen in Nederland uitgebracht. In 1987 volgde een uitgave op Prelude, een album met tracks die tussen wal en schip waren geraakt tijdens de personeelswisseling.